# 藤沢良一
藤沢良一（ふじさわ りょういち、1927年5月25日 - ）は、北海道小樽市出身で1950年代に活躍した日本の元クロスカントリースキー、ノルディック複合、スキージャンプ選手。小樽水産高校から明治大学を経て松尾鉱山。1998年の長野オリンピックでは、聖火リレーの走者を務めた。

## 主な競技成績

### オリンピック
- 1952年オスロオリンピック[2]（ ノルウェー）
  - ノルディック複合14位、ジャンプ34位、クロスカントリー61位

### 世界選手権
- 1954年ファルン（ スウェーデン）
  - ノルディック複合20位、ジャンプ65位

### 国内大会
- 全日本スキー選手権複合優勝（1949年[3]、1950年[3]、1953年）
- 国体複合優勝（1949年[3]、1950年[3]、1953年）
- 全日本学生スキー選手権大会複合優勝（1950年、1951年、1953年）